# ベレッタ M12 (SMG)
ベレッタ M12は、1959年にイタリアのベレッタ社が開発した、9x19mmパラベラム弾を使用する短機関銃である。

## 概要
ベレッタ M12は、プレス加工と電気溶接による大量生産が容易な形状にデザインされ、L型ボルトを用いて機関部長を短縮した構造を持つ。作動方式は、オープンボルトのシンプルブローバック方式を採用し、セミオート・フルオートの切り替え機能を有する。
弾倉は、20・30・40連発の計3種類の箱型弾倉が製造されており、9x19mmパラベラム弾を使用するタイプのみが製造された。フランス製のMAT 49と同様に着剣装置は備えていない。ストックは、銃の右側面に折り畳むことができる構造のものが採用された。
引き金を固定するマニュアルセーフティー、後部グリップの引き金下部に配置されて引き金とボルトを固定し中指で握ると解除されるグリップセーフティー、射手から見て銃口の左側に配置されたコッキングハンドルに装着されたボルト前進防止式セーフティーの三重の安全装置を備えている。

## 採用状況

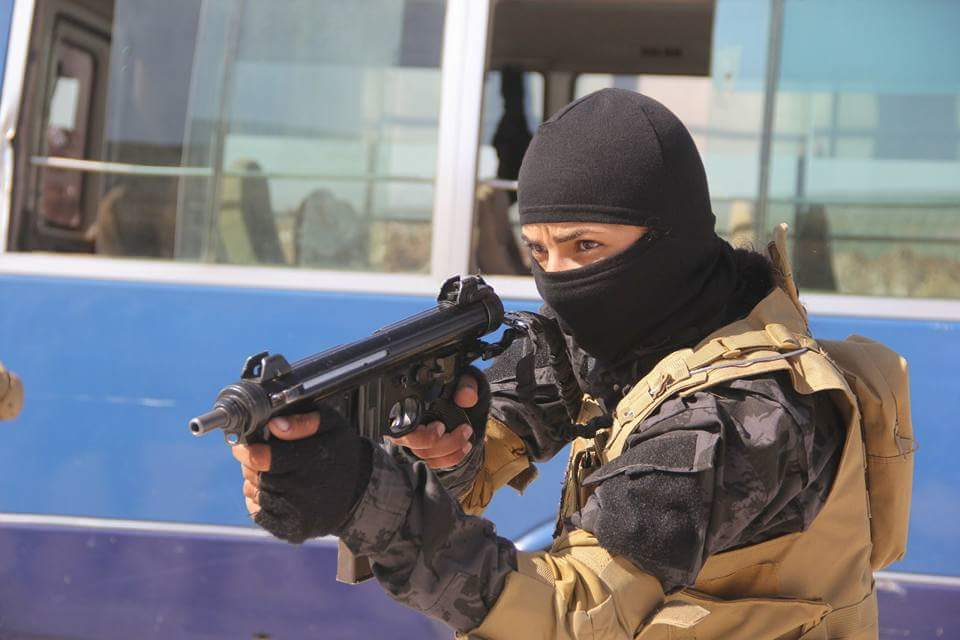
M12Sを構えたクルド人民防衛隊の対テロ部隊員

ベレッタ M12は、1961年にイタリア政府が制式採用し、イタリアの陸海空軍や国家憲兵「カラビニエリ」などに配備された。ただし、イタリア軍では旧式のベレッタM1938シリーズを使い続けたため、採用数は限定的だった。南米やアフリカ、中東のいくつかの国でも制式採用され、ブラジルとインドネシアではライセンス生産も行われた。アラブ諸国では一種のステータスシンボルともなり、サウジアラビア国王が金メッキの装飾モデルを購入した例もある。
アメリカでは、1960年代から1980年代にかけて在外大使館警備の海兵隊員には国務省が銃器を支給しており、ベトナム戦争中の1968年1月31日に生起したテト攻勢においては、一時占拠されたアメリカ大使館を巡る戦闘の際に、海兵隊員がベレッタ M12を使用している写真が撮影されている。
2015年3月18日に発生したチュニジア博物館襲撃事件では、チュニジアの警察官がベレッタ M12を構えながら市民を保護しているシーンが見られた。

## 派生型

### M12S
M12の改良型で、1978年に再設計された。M12Sは9x19mmパラベラム弾を32発装填可能な箱型弾倉を使用し、セミオート・フルオートの切り替え機能を有する。大きな改良点としては、従来型のM12ではマニュアルセーフティーとセミ・フル切り替えセレクターが別々に設けられ、それぞれ貫通ボタン方式になっていたのに対し、M12SではIMI UZIやH&K MP5などと同様に兼用のレバー形状（回転式）となった点である。

### PM12S
PM12Sは、工具無しでも簡単にフィールドストリッピング（整備を目的とした比較的簡単な分解）や組み立てができるように設計されたモデルで、サプレッサーを装備可能とし、84個のコンポーネント部品で構成されている。

### トーラス・MT12AD
M12Sの製造ライセンスを取得したブラジルのトーラス社によってライセンス生産された派生型。グリップセーフティーのレバーが大型化され、中指と薬指で握ることができるようになった。またエジェクションポートには携帯や保管の際に閉じることができるカバーが追加されている。ブラジル軍と警察に採用されており、ブラジル軍ではM972の制式名が付与されている。

## 登場作品

### 映画
『007 リビング・デイライツ』
中盤のモロッコのタンジールで、KGBのプーシキン将軍を殺害（実際は偽装）してから逃走を図る、主人公のジェームズ・ボンドに対してモロッコ警察が発砲する。また空港の警備官がMAT 49とともにM12を装備。
『紅い眼鏡/The Red Spectacles』
室戸文明が率いる公安部ケルベロス残党狩り部隊がM12Sを使用。発砲およびブローバックは、部隊から奪った際の都々目紅一のカットのみ。
『オースティン・パワーズ』
Dr.イーブル率いる組織の戦闘員たちが装備。
『カサンドラ・クロス』
アメリカ軍特殊部隊が使用。乗客に分捕られた本銃と銃撃戦を繰り広げる。
『暴走特急』
列車を占拠したテロリスト一味の1人が使用。
『狼 男たちの挽歌・最終章』
主人公のジョン（チョウ・ユンファ）や三合会の組員が使用する。

### 漫画
『HELLSING』
ブラジル警察の特殊部隊が使用する。一部の隊員はサプレッサーを装着して使用する。
『こちら葛飾区亀有公園前派出所』
13巻「拳銃無宿!?」の巻、33巻「三匹の用心棒」の巻に登場。
『ジオブリーダーズ』
厚生省衛生二課（ハウンド）が使用。
『GUNSLINGER GIRL』
五共和国派が使用。

### ゲーム
『クロスファイア』
M12Sが登場。
『バトルフィールド ハードライン』
メカニック（工兵）が使用可能なサブマシンガンとして登場。
『レインボーシックス シージ』
DLC シーズン3「Skull Rain」にて追加された防衛オペレーターである「Caveira」の使用武器として登場。